# Zábrdovice
Zábrdovice (niem. Obrowitz) – miejska i katastralna części Brna, o powierzchni 606,06 ha. Leży na terenie gmin katastralnych Brno-střed, Brno-Židenice i Brno-sever.

## Historia
W 1237 wzmiankowano po raz pierwszy miejscowy klasztor norbertański, założony jednak prawdopodobnie wcześniej, przed 1209 rokiem, przez morawskiego szlachcica Lva z Klobouk. Klasztor był w posiadaniu wielu wsi, m.in. dzisiejszych Lewic na południu Polski.
Miejscowość przyłączona do Brna w 1850 roku.